# Allanton (Neuseeland)
Allanton ist eine kleine Ortschaft im Stadtgebiet von Dunedin in der Region Otago auf der Südinsel von Neuseeland.

## Namensherkunft
Der Ort wurde nach James Allan, einem Provinzrat der früheren Provinz Otago benannt.

## Geographie
Der kleine Ort liegt etwa 20 km südwestlich vom Stadtzentrum von Dunedin direkt am New Zealand State Highway 1. Die Siedlung liegt an der östlichen Grenze der Taieri Plains nahe dem Taieri River am Abzweig des State Highway 1 zum Dunedin Airport bei Momona.
Die an der Mündung des Owhiro Stream in den Taieri River gegründete Siedlung war bei den Europäern anfangs als „Scroggs’ Creek Landing“ bekannt. Diese Namensgebung erfolgte nach Samuel Scroggs, einem Mitglied der Vermessergruppe um Charles Henry Kettle. 1875 erreichte die Eisenbahn mit der Main South Line das Gebiet südlich von Dunedin, der Ort genügte den Kriterien für eine Ernennung zur „Town“, die neue Stadtgemeinde wurde nach dem früheren Gouverneur George Grey „Greytown“ genannt.

## Geschichte
Unter den Siedlern in der wachsenden Gemeinde waren polnische Immigranten, darunter „Brogdenites“, von John Brogden angeworbene Arbeiter, die die Bahnlinie gebaut hatten. Mehrere polnische Familiennamen sind noch heute im Ort verbreitet.
1895 kam es zum Namensstreit der neuen Gemeinde mit einem anderen „Greytown“, die seit langem in der Wairarapa-Region existierte. Eine Zeitlang wurde der Ort Greytown South genannt. Der Taieri County Council beschloss eine Namensänderung in „Allanton“, eine Ehrung für den verstorbenen James Allan von der nahegelegenen Farm „Hopehill“, einen früheren Provinzrat von Otago, County Councillor und Ältester der East Taieri Church. Dieser hatte sich 1848 als Siedler der Otago Free Church hier niedergelassen.
Die Einwohnerzahl ging in den letzten Jahren zurück: die Schule schloss 2004, die 1888 eingeweihte katholische Kirche 2005.